# 同一性
在哲學中，同一性（「相同」之意），是每個事物只與它自己有關的關係，或「名稱」與「被指稱之物」的關係。 同一性的概念引發了許多哲學問題，包括不可分者同一性原理（如果 x 和 y 共享它們的所有屬性，它們是否是同一回事？），以及關於隨時間變化和人格同一性的問題（必須是什麼？一個人 x 一次和一個人 y 稍後是同一個人的情況？）。區分定性同一性（英語：qualitative identity）和數字同一性（英語：numerical identity）很重要；例如，考慮兩個孩子騎著相同的自行車參加比賽，而他們的母親正在觀看比賽。兩個孩子在一種意義上（定性同一性）擁有相同的自行車，而在另一種意義上（數字同一性）擁有相同的母親。本文主要關注數字同一性，它是一個更精確的概念。
同一性的哲學概念不同於心理學和社會科學中廣為人知的相關概念。哲學概念涉及一種關係，具體而言，當且僅當 x 和 y 是同一事物或彼此相同時（即，當且僅當 x = y）時，它們才存在的關係。相比之下，社會學的相關概念與一個人的自我概念、社會表現（英語：social presentation）有關，更一般地說，一個人的方面使他們與眾不同，或與其他人在性質上有所不同（例如文化認同、性別認同、民族認同、網路身分，以及身份形成（英語：Identity formation）的過程）。